# Alisson Euler de Freitas Castro
Alisson Euler de Freitas Castro (Rio Pomba, Minas Gerais, 25 de junio de 1993), más conocido simplemente como Alisson, es un futbolista brasileño. Juega de delantero en São Paulo F. C. del Campeonato Brasileño de Serie A.

## Biografía
Alisson Euler de Freitas Castro nació el 25 de junio de 1993, en Rio Pomba (Minas Gerais). Es hijo de Célio y Marli y tiene un hermano llamado Élisson. A principios de 2014 se casó con Paloma, a quien conoce desde los quince años. En junio de 2018 tuvieron un hijo, Bernardo.
Es testigo de Jehová.

## Trayectoria
A los once años viajó a Río de Janeiro para realizar una prueba en Fluminense. Fue aceptado, pero al poco tiempo regresó a su ciudad porque extrañaba a su familia. Su carrera empezó en 2007, en las categorías juveniles de Cruzeiro E. C., y al año siguiente pasó una temporada en Cabofriense. En 2009 regresó al club mineiro. En 2010 y 2012, su último año en el fútbol base, ganó el Campeonato Brasileño Sub-20.
Sobre su estilo de juego, cuando fue llamado por primera vez al primer equipo, dijo: «Mi estilo es ofensivo y, aunque no es mi especialidad, también ayudo en la marca, siempre corro e intento darle una mano a mis compañeros». En 2012, tuvo su primera oportunidad en Cruzeiro, bajo la gestión de Celso Roth. Más tarde, con Marcelo Oliveira, conocido por hacer participar a los juveniles, sus convocatorias al primer equipo se volvieron frecuentes, pero no llegó a obtener la titularidad. Su debut fue el 18 de noviembre, en un encuentro de liga contra Fluminense. También, fue convocado a la selección sub-20.
En 2013 fue cedido a Vasco da Gama, donde no tuvo muchas oportunidades. Estuvo involucrado en una negociación por Dedé, y en julio regresó a Cruzeiro, a pesar de que el préstamo era válido hasta diciembre. El director general de Cruzeiro, Alexandre Mattos, dijo que la vuelta antes de tiempo «la decidimos nosotros. El Vasco no está aprovechando al joven, así que lo traeremos de vuelta. Nos tiene encantados». Había tenido un buen comienzo en Vasco, cuando el entrenador era Paulo Autuori, e incluso le anotó un gol a Atlético Mineiro en la cuarta fecha del campeonato brasileño. Sin embargo, con la llegada de Dorival Júnior y el fichaje de Juninho Pernambucano, perdió su lugar. Ese año, el equipo ganó, con cuatro jornadas por disputar, el campeonato local, donde Alisson jugó ocho partidos.
En 2014 ganó el Brasileirão y, además, el Campeonato Mineiro. El 16 de marzo, marcó su primer gol, en un encuentro regional ante Tombense. Fue citado para jugar con la selección sub-21 el Torneo Esperanzas de Toulon, donde anotó un gol en la final, que ganaron.
La siguiente temporada, con Vanderlei Luxemburgo y, después, Mano Menezes, el rendimiento colectivo no fue bueno. Sin embargo, el jugador logró superar algunas lesiones y destacó en el segundo semestre. En el torneo local, jugó diecisiete partidos, trece de titular, marcó tres goles y dio tres asistencias. En el plano internacional, fue convocado por Alexandre Gallo a la selección sub-23, y en su debut, hizo una asistencia en una victoria por 3 a 1 frente a Paraguay.
En 2016 continuó sufriendo lesiones regularmente. En los primeros siete partidos oficiales, fue el segundo mayor recuperador de balones de su equipo, detrás de Henrique, que recuperó uno más. El propio jugador se mostró sorprendido de los registros de su función defensiva. En el esquema de Menezes, se convirtió en una pieza fundamental por la banda izquierda y fue importante en la obtención de la Copa de Brasil 2017.
A principios de 2018 se concretó su transferencia a Grêmio, como parte de una negociación entre Cruzeiro y el lateral Edílson, perteneciente al club portoalegrense. Ganó la Recopa Sudamericana, donde en la vuelta fue titular, lo amonestaron y Maicosuel lo sustituyó en el segundo tiempo. También ganó el Campeonato Gaúcho, tras derrotar a Brasil de Pelotas en la final, donde convirtió dos goles, uno en la ida y otro en la vuelta. Ganó el premio Bucha, una votación para elegir el mejor gol del torneo. En Copa Libertadores, tuvo una destacada participación en el partido de vuelta de octavos de final, donde ingresó en el segundo tiempo y le anotó a Estudiantes de La Plata un gol que llevó la serie al alargue. Finalmente, llegaron a definición en tanda de penales, donde el jugador acertó su disparo y su equipo pasó de ronda. En la ida en cuartos de final, fue nuevamente protagonista: dio una asistencia y marcó en la victoria por 2 a 0 frente a Atlético Tucumán. Fue titular debido a que André y Jael Ferreira estaban lesionados. En la vuelta, también de titular, generó un penal y ganaron por 4 a 0. En la semifinal, su equipo fue eliminado por River Plate.
El siguiente año ganaron la Recopa Gaúcha, donde derrotaron por 6 a 0 a E. C. Avenida, y volvieron a obtener el Campeonato Gaúcho. En Copa Libertadores, le anotó un gol a Universidad Católica en primera ronda, y con esa victoria su equipo clasificó a octavos de final. Volvió a marcar en los cuartos de final, en la victoria por 2 a 1 frente a Palmeiras que le permitió a Grêmio disputar su tercera semifinal consecutiva. En esta ronda, los eliminó Flamengo por resultado global de 6 a 1.

## Estadísticas

### Clubes
| Cruzeiro E. C. · Brasil | 1.ª           | 2012          | 1   | 0  | 0   | 0  | ―  | ― | ―  | ― | 1   | 0  |
| C. R. Vasco da Gama · Brasil | 1.ª           | 2013          | 6   | 1  | ―   | ―  | ―  | ― | ―  | ― | 6   | 1  |
| C. R. Vasco da Gama · Brasil | Total club    | Total club    | 6   | 1  | 0   | 0  | 0  | 0 | 0  | 0 | 6   | 1  |
| Cruzeiro E. C. · Brasil | 1.ª           | 2013          | 9   | 0  | 2   | 0  | 0  | 0 | ―  | ― | 11  | 0  |
| Cruzeiro E. C. · Brasil | 1.ª           | 2014          | 15  | 3  | 5   | 1  | 2  | 0 | 1  | 0 | 23  | 4  |
| Cruzeiro E. C. · Brasil | 1.ª           | 2015          | 17  | 3  | 6   | 1  | 2  | 1 | 4  | 0 | 29  | 5  |
| Cruzeiro E. C. · Brasil | 1.ª           | 2016          | 20  | 4  | 13  | 4  | 7  | 0 | ―  | ― | 40  | 8  |
| Cruzeiro E. C. · Brasil | 1.ª           | 2017          | 27  | 2  | 15  | 1  | 14 | 2 | 1  | 0 | 57  | 5  |
| Cruzeiro E. C. · Brasil | Total club    | Total club    | 89  | 12 | 41  | 7  | 25 | 3 | 6  | 0 | 161 | 22 |
| Grêmio · Brasil | 1.ª           | 2018          | 22  | 1  | 16  | 3  | 3  | 2 | 12 | 2 | 53  | 8  |
| Grêmio · Brasil | 1.ª           | 2019          | 22  | 4  | 8   | 1  | 5  | 1 | 10 | 2 | 45  | 8  |
| Grêmio · Brasil | 1.ª           | 2020          | 24  | 2  | 14  | 1  | 3  | 0 | 5  | 0 | 46  | 3  |
| Grêmio · Brasil | 1.ª           | 2021          | 29  | 3  | 3   | 1  | 3  | 0 | 6  | 0 | 41  | 4  |
| Grêmio · Brasil | Total club    | Total club    | 97  | 10 | 41  | 6  | 14 | 3 | 33 | 4 | 185 | 23 |
| São Paulo F. C. · Brasil | 1.ª           | 2022          | 15  | 1  | 12  | 2  | 6  | 0 | 5  | 0 | 38  | 3  |
| São Paulo F. C. · Brasil | 1.ª           | 2023          | 35  | 0  | 4   | 0  | 9  | 0 | 8  | 1 | 56  | 1  |
| São Paulo F. C. · Brasil | 1.ª           | 2024          | 21  | 1  | 12  | 1  | 2  | 0 | 6  | 1 | 41  | 3  |
| São Paulo F. C. · Brasil | Total club    | Total club    | 71  | 2  | 28  | 3  | 17 | 0 | 19 | 2 | 135 | 7  |
| Total carrera | Total carrera | Total carrera | 263 | 25 | 110 | 16 | 56 | 6 | 58 | 6 | 487 | 53 |
| (1) Incluye datos de Campeonato Mineiro, Campeonato Gaúcho, Recopa Gaúcha y Campeonato Paulista. (2) Incluye datos de Copa de Brasil. (3) Incluye datos de Copa Libertadores, Copa Sudamericana y Recopa Sudamericana. |               |               |     |    |     |    |    |   |    |   |     |    |

### Selección
| Selección       | Temporada     | Amistoso | Amistoso | Amistoso | Total | Total | Total  |
| Selección       | Temporada     | Part.    | Goles    | Asist.   | Part. | Goles | Asist. |
| --------------- | ------------- | -------- | -------- | -------- | ----- | ----- | ------ |
| Sub-21 · Brasil | 2014          | 5        | 2        | 0        | 5     | 2     | 0      |
| Sub-21 · Brasil | Total         | 5        | 2        | 0        | 5     | 2     | 0      |
| Sub-23 · Brasil | 2015          | 1        | 0        | 1        | 1     | 0     | 1      |
| Sub-23 · Brasil | 2016          | 2        | 0        | 0        | 2     | 0     | 0      |
| Sub-23 · Brasil | Total         | 3        | 0        | 1        | 3     | 0     | 1      |
| Total carrera   | Total carrera | 8        | 2        | 1        | 8     | 2     | 1      |

### Resumen
| Competición           | Partidos | Goles | Asistencias | Promedio |
| --------------------- | -------- | ----- | ----------- | -------- |
| Liga                  | 152      | 19    | 28          | 0,12     |
| Copas nacionales      | 114      | 19    | 6           | 0,16     |
| Copas internacionales | 34       | 4     | 9           | 0,11     |
| Brasil sub-23         | 3        | 0     | 1           | 0,00     |
| Brasil sub-21         | 5        | 2     | 0           | 0,40     |
| Total                 | 308      | 44    | 44          | 0,14     |

## Palmarés

### Campeonatos regionales
| Título             | Club           | País   | Año  |
| ------------------ | -------------- | ------ | ---- |
| Campeonato Mineiro | Cruzeiro E. C. | Brasil | 2014 |
| Campeonato Gaúcho  | Grêmio         | Brasil | 2018 |
| Recopa Gaúcha      | Grêmio         | Brasil | 2019 |
| Campeonato Gaúcho  | Grêmio         | Brasil | 2019 |
| Campeonato Gaúcho  | Grêmio         | Brasil | 2020 |
| Campeonato Gaúcho  | Grêmio         | Brasil | 2021 |

### Campeonatos nacionales
| Título                      | Club            | País   | Año  |
| --------------------------- | --------------- | ------ | ---- |
| Campeonato Brasileño Sub-20 | Cruzeiro E. C.  | Brasil | 2010 |
| Campeonato Brasileño Sub-20 | Cruzeiro E. C.  | Brasil | 2012 |
| Campeonato Brasileño        | Cruzeiro E. C.  | Brasil | 2013 |
| Campeonato Brasileño        | Cruzeiro E. C.  | Brasil | 2014 |
| Copa de Brasil              | Cruzeiro E. C.  | Brasil | 2017 |
| Copa de Brasil              | São Paulo F. C. | Brasil | 2023 |

### Campeonatos internacionales
| Título              | Club   | País   | Año  |
| ------------------- | ------ | ------ | ---- |
| Recopa Sudamericana | Grêmio | Brasil | 2018 |

### Distinciones
| Distinción                                                | Año  |
| --------------------------------------------------------- | ---- |
| Autor del mejor gol del Campeonato Gaúcho (premio Bucha). | 2018 |